# 循环自杀
《循环自杀》（日语：自殺サークル）是2002年上映的日本电影，由园子温执导，石橋凌、永瀨正敏、佐藤珠緒、寶生舞等主演。

## 外部連結
- 互联网电影数据库（IMDb）上《循环自杀》的资料（英文）
- 爛番茄上《循环自杀》的資料（英文）
- 豆瓣电影上《循环自杀》的資料 （简体中文）